# 岩瀬忠震
岩瀬 忠震（いわせ ただなり）は、江戸時代後期の幕臣、外交官である。列強との折衝に尽力し、水野忠徳、小栗忠順と共に「幕末三俊」と顕彰された。維新後に正五位を贈られた。島崎藤村の『夜明け前』にも岩瀬肥後の名で登場する。

## 生涯
旗本・設楽貞丈の三男として、江戸芝愛宕下西久保で生まれる。血縁をたどると、麻田藩主青木一貫の曾孫、宇和島藩主伊達村年の玄孫であり、男系で伊達政宗の子孫にあたる。母は林述斎（林家の大学頭）の娘で、おじに鳥居耀蔵、林復斎、従兄弟に堀利煕がいる。天保11年（1840年）5月岩瀬忠正の婿養子となり、岩瀬家（家禄800石）の家督を継ぐこととなった。天保14年（1843年）昌平坂学問所大試乙科に合格、成績が優秀だったため褒美を受ける。嘉永2年（1849年）2月部屋住みより召し出されて西丸小姓番士となり（部屋住勤仕、切米300俵）、同年11月徽典館学頭を命じられ（手当として30人扶持）、翌年甲府へ出張、この時阿部正弘より時服を拝領している。1年後江戸に戻り、徽典館学頭としての功績が認められ、白銀15枚を拝領、次いで昌平坂学問所の教授となる。
嘉永7年（1854年）、老中首座・阿部正弘にその才能を見出されて目付に任じられ、講武所・蕃書調所・長崎海軍伝習所の開設や軍艦、品川の砲台の築造に尽力した。その後も外国奉行にまで出世し、安政2年（1855年）に来航したロシアのプチャーチンと全権として交渉し日露和親条約締結に臨んだ。
安政5年（1858年）にはアメリカの総領事タウンゼント・ハリスと交渉して条約締結に臨み、日米修好通商条約に井上清直と共に署名した。
幕府は条約で交渉締結役の岩瀬忠震・井上清直が決めた神奈川に代わり、対岸の横浜村に開港場を設けることとしたが、忠震は条約の文言を重視して神奈川開港を主張した。
同年、13代将軍・徳川家定の将軍継嗣問題で徳川慶喜（一橋徳川家当主）を支持する一橋派に属し、大老となった井伊直弼が反対派や一橋派の排斥を行う安政の大獄で作事奉行に左遷された。安政6年（1859年）には蟄居を命じられ、江戸向島の岐雲園で書画の生活に専念した。文久元年（1861年）、44歳で失意のうちに病死した。
墓所は当初文京区の蓮華寺に葬られたが、後に東京都豊島区の雑司ヶ谷霊園に改葬された。明治16年（1883年）忠震の旧臣・白野夏雲が東向島の白鬚神社に「岩瀬鴎所君之墓碑」を建立。大正4年（1915年）には生前の功績が認められ、正五位を追贈された。更に昭和57年（1982年）横浜市の本覚寺境内に「横浜開港の首唱者」の碑が、昭和61年（1986年）には新城市川路の勝楽寺（設楽家の菩提寺）に「岩瀬肥後守忠震顕彰之碑」がそれぞれ建てられている。平成28年（2016年）、新城市設楽原歴史資料館に銅像が建立された。
後年、イギリス側で日英修好通商条約の交渉に当たった際の忠震の写真が発見された。この写真は、平成20年（2008年）に横浜開港資料館が借り受け、条約の資料とともに公開された。

## 幕府での職歴
※日付＝旧暦
- 嘉永6年（1853年）10月8日、小姓組番頭白須甲斐守政偆組学問所出役から徒頭（二番組）に異動。修理を称す。
- 嘉永7年（1854年）1月22日、徒頭から目付・勝手掛・海防掛に異動。
- 安政2年（1855年）
  - 1月18日、下田へ出張。
  - 12月16日、従五位下伊賀守に叙任される。
- 安政4年（1857年）
  - 4月15日、長崎へ出張。
  - 9月13日、老中に松平伊賀守忠固が就任することにより、伊賀守から肥後守に転任。
- 安政5年（1858年）
  - 1月8日、老中堀田正睦の上洛に伴い副役と就る（同役に勘定奉行川路聖謨）
  - 5月16日、琉球使節江戸参府に伴い、御用取扱兼帯。
  - 7月8日、目付から外国奉行に異動。
  - 9月5日、外国奉行から作事奉行に異動。
  - 12月20日、宗門改を加役（兼帯）。
- 安政6年（1859年）8月27日、作事奉行御役御免。

### 日米修好通商条約について
「我々は通商とか貿易といったことについて全く知らない。貴下は通商が我が国にとり莫大な利益があると言明された。よって、我々は貴下を信頼し、条約草案の起稿を一切お任せする。願わくは我が国に利益のある草案を作り、貴下の言明に偽りの無いことを明らかに示して頂きたい」と予め断った上で交渉に臨んだ。しかしハリスは、日本にとって有益になるような条文にすると約束しておきながら肝心なことは教えず、自身に有利になるよう交渉を進めていった。よって、
1. 領事裁判権を認めた[要出典]
2. 関税自主権がない[要出典]
3. 通貨の交換レートに誤った基準を設定[要出典]

という内容で条約を締結することとなった。
だが全部が言いなりだったわけではなく、ハリスから草案を示され疑問を感じた点については詳細に検討し、おかしいと思った部分は都度指摘して何度も条文を修正させハリスを黙させた。1871年に訪米した福地桜痴は対面したハリスからの聞き書きとして「岩瀬の機敏なるや論難口を突いて出て往々ハルリスをして答弁に苦しませたるのみならず、岩瀬に論破せられてその説に更（あらた）めたる条款も多かりき」と記している。会談は13 - 15回ほど行われた。その結果、
1. アメリカ人が日本国内を自由に歩き回ることを禁止
2. 当初11港だった開港予定地を4港に抑えた
3. 輸出入品に関する価格決定権を得る

ことができた。岩瀬忠震が外交官として活躍した時期はわずか5年だが日本にとって外国の植民地支配を回避した。町田明広は条約の不平等条項について、当時は日本人にとって外国との通商は国禁で「想定外」であり、「双務的な治外法権について考慮する必要がなかった」と指摘し、岩瀬が願い出た香港渡航による実地調査が実現していれば「不平等条約を回避できた可能性は、ゼロではない」と記している。

### 安政の五カ国条約
日米修好通商条約に加えた、蘭露英仏の修好通商条約の五カ国すべてに立会い調印したのは岩瀬忠震ただひとりである。
- 安政5年7月10日 日蘭修好通商条約に調印
- 7月11日 日露修好通商条約に調印
- 7月18日 日英修好通商条約に調印
- 9月 3日 日仏修好通商条約に調印

## 三河岩瀬氏
三河岩瀬氏は藤原南家の末裔で、鎌倉時代に幕府官僚として活躍し、南北朝時代には、奥州の豪族となった二階堂氏の支族といわれる。岩瀬氏の祖は、15世紀に奥州から三河国に移り、戦国大名今川氏に仕官して、宝飯郡内（現、豊川市）に領地を授かる。また、岩瀬氏安の時代に松平清康に仕え、以後松平・徳川のために尽くしたことが『寛政重修諸家譜』に述べられているが、松平・徳川方の史料には家康の父や祖父の頃から岩瀬氏が服属したとする史料は存在しない。東三河の土豪であった牧野氏、真木氏、野瀬氏などと共にその周辺に根を張り、今川氏のため、西三河の松平氏と対峙していた勢力であったとみられる（『牛窪記』・『三河国文献集成』など）。もっとも、松平清康が三河国をほぼ統一した享禄4年（1531年）に、吉田城主牧野氏及び、真木氏には清康と戦った史料・伝説が存在するが、牛久保城主牧野氏及び岩瀬氏には清康と合戦したとの史料・伝説は未見である。

### 三河岩瀬氏の末裔
室町・戦国期の岩瀬氏の惣領家は、家康の関東移封に随従せずに宝飯郡千両村の郷士となり、明治を迎えている。
大塚城主・岩瀬氏俊の弟・和泉守入道善性が牛久保城主・牧野氏に付属したのが、徳川幕臣・岩瀬氏の祖である（相模国小田原藩重臣・岩瀬家文書、三河国古文書「大塚邨誌」岩瀬系譜など）。この家系の岩瀬氏は吉左衛門を通称として、家康に服属後もしばらくは牧野氏の傘下にあった。『寛政重修諸家譜』によると、永禄7年（1564年）に岩瀬氏は岡崎で家康に謁見して直臣に列したが、その後、当主は2代にわたり戦場で討ち死にしている。岩瀬氏が徳川・松平の家臣となったのは、清康以来説、永禄7年説、天正18年（1590年）説の3つがある。
江戸時代には、はじめ岩瀬吉左衛門家から、各300俵で分家として分出された幕臣（旗本）の末家が2つあった。忠震は分家の出身である。
また、幕臣岩瀬氏の同族異流として、相模国小田原藩主大久保氏10万石の1,000石級の重臣となった、吉右衛門を通称する岩瀬氏がある。幕末に小田原藩の番頭席から家老職に抜擢された岩瀬大江進は、官軍の軍監を殺した責任をとるため切腹した。

## 評伝文献
- 松岡英夫『岩瀬忠震　日本を開国させた外交家』中央公論社、1981年
- 小野寺龍太『岩瀬忠震　五州何ぞ遠しと謂わん』ミネルヴァ書房、2018年1月

## 登場作品
テレビドラマ
- 『翔ぶが如く』（1990年、NHK大河ドラマ、演：酒井郷博）
- 『青天を衝け』（2021年、NHK大河ドラマ、演：川口覚）